# Eugenio Giner
Eugenio Giner, né le 16 janvier 1924 à Ortells (es) et mort le 31 mars 1994 à Premià de Dalt, est un dessinateur de bande dessinée espagnol. Il était célèbre pour ses bandes dessinées policières, particulièrement Inspector Dan de la Patrulla Volante qu'il a créé en 1947 avec le scénariste Rafael González Martínez.

## Prix
- 1988 : prix Haxtur de l'« auteur que nous aimons », pour l'ensemble de sa carrière